# 안드레 산투스
안드레 클라린두 두스 산투스(André Clarindo dos Santos, 1983년 3월 8일 - )는 브라질의 전 축구 선수이다. 현역 시절 포지션은풀백이었으며, 2009년 브라질 축구 국가대표팀에 처음으로 발탁되어 남아프리카 공화국에서 열린 2009년 FIFA 컨페더레이션스컵 주전 왼쪽 풀백으로 활약했다.

## 클럽 경력

### 초기 경력
피게이렌시 FC에서 SC 코린치안스 파울리스타를 상대로 한 친선전에서 왼쪽 윙어로 첫 프로무대 데뷔전을 가졌다. A팀으로 2003년 7월 10일 승격되었다. 2005년 CR 플라멩구로 임대가 22경기를 뛰었다. 아틀레치쿠 미네이루로 임대가서는 28경기를 뛰며 17골을 넣었다.

### 코린치안스
피게이렌시 FC가 차기 이적료 50%를 갖는다는 조건으로 코린치안스에 2008년 합류하였다. 이 거래는 부분적으로 DIS Esporte 역시 나중에 22.5%의 권리를 받는다는 조건으로 일부를 지불하였다. 총합 540만 달러의 이적료가 발생하였다.

### 페네르바체
2009년 7월 20일 터키 클럽인 페네르바흐체에 코린치안스에서의 팀 동료 크리스티안 올리베이라 바로니와 함께 합류했다. 5년 계약을 맺었다.
클럽에서 총 52경기 출장에 10골을 기록했다. 2010-11 시즌 쉬페르리그에서는 25경기 출장에 5골을 기록했다. 이 시즌 그는 터키 최다 득점 레프트백이였다. 아스널은 7백만 유로의 이적료로 산토스를 영입했다.

### 아스널 FC
2011년 8월 31일 11번 등번호를 받으며 아스널 FC과 장기계약에 동의했다. 9월 17일 4:3으로 패배한 블랙번 로버스 원정경기에서 풀타임 출장하며 잉글랜드 프리미어리그 데뷔전을 가졌다. 9월 28일 올림피아코스에 2:1로 승리한 UEFA 챔피언스리그 조별리그 경기에서 아스널에서의 첫 골을 기록했다. 잉글랜드 프리미어리그 첫 골은 10월 29일 토요일 런던 라이벌 첼시에 5:3으로 승리한 원정경기에서 팀이 기록한 2번째 골이였다. 키어런 깁스가 결장한 동안 아스널의 주전 왼쪽 수비수로 계속해서 좋은 모습을 보여줬으나, 3:1로 패배한 올림피아코스 FC 원정경기에서 부상을 당해 3개월간 결장하게 된다.
2012년 3월 24일 아스톤 빌라에게 3:0으로 승리한 경기에서 68분 키어런 깁스와 교체투입돼 복귀했다. 5월 13일 웨스트 브롬위치 알비온 FC전에서 2:2로 균형을 맞추는 동점골을 터트렸다. 이 경기는 요시 베나윤의 선제골과 로랑 코시엘니의 결승골로 3:2 아스널의 승리로 끝났다. 11월 3일 맨체스터 유나이티드와의 전반전에서 부진한 모습을 보여준 데 이어, 하프 타임에 아스널의 전 소속 선수였던 로빈 판 페르시와 셔츠를 교환하는 모습이 포착되면서 산투스는 팬들에게 큰 비난을 받았다.

### 그레미우
2013년 2월 10일 6개월 뒤 아스널이 그를 리콜할 수 있다는 조건을 붙여, 그레미우와의 1년 임대 계약을 체결하고 포르투알레그리로 옮겨 갔다. 그는 코파 리베르타도레스에 출전하기로 합의되었다.

### CR 플라멩구
2013년 7월 18일 그레미우와의 임대 계약이 끝남에 따라 CR 플라멩구와 2년 계약에 합의했다.

## 국가대표 경력
2009년 5월 21일 2010 월드컵 예선전에 처음으로 브라질 국가대표팀에 소집되어 남아공에서 열린 2009년 FIFA 컨페더레이션스컵 대표팀까지 선발되었다. 6월 15일 이집트와의 친선경기에서 첫 국가대표팀 출장을 기록했다. 2009년 FIFA 컨페더레이션스컵에서 브라질 대표팀이 4연승을 올리는 동안 연달아 왼쪽 수비수로 선발출전하였다. 미국과의 결승전 역시 선발출전했으나 옐로 카드를 받았고 66분 다니엘 알베스와 교체되었다. 경기는 브라질의 3:2 승리로 끝났다. 그러나 이후 친선경기들에서 감독 둥가가 지우베르투 다 시우바 멜루와 미첼 바스투스를 더 선호함에 따라 2010년 2월 아일랜드와의 친선경기에 이르기까지 대표팀에 선발되지 못했다. 그리고 이 때의 멤버들은 2010 남아공 월드컵 브라질 대표팀의 주축이 되었으나 산토스는 월드컵 대표팀에 들지 못했다. 실망스러웠던 월드컵 이후 둥가가 해임되고 마노 메네제스 감독이 새로 취임함에 따라 다시 브라질 대표팀의 주전 왼쪽 수비수가 되었다.